# Otomys yaldeni
Otomys yaldeni és una espècie de mamífer rosegador de la família dels múrids. És endèmic d'Etiòpia. Es tracta d'un representant petit del gènere Otomys. Té el pelatge dorsal de color marró apagat, mentre que el pelatge ventral és gris pàl·lid. El seu hàbitat natural són els mosaics d'herbassar i bosc, on es troba a altituds d'entre 2.650 i 3.800 msnm. El seu nom específic, yaldeni, fou escollit en honor de Derek Yalden.